# Snell Memorial Foundation
Snell Memorial Foundation («Фонд памяти Снелла») — некоммерческая организация, проводящая независимую экспертизу и сертификацию безопасности спортивных и промышленных защитных шлемов.
Основана в 1957 году в память автогонщика-любителя Уильяма Снелла (англ. William "Pete" Snell), который погиб в 1956 году из-за полученной на соревнованиях травмы головы. Во время аварии Уильям Снелл был одет в шлем, который оказался не в состоянии защитить голову гонщика. Группа друзей Снелла, а также учёных, врачей и других заинтересованных людей создала «Фонд памяти Снелла» для независимой проверки защитных свойств шлемов и просветительской деятельности в области безопасности.

## Действующие стандарты
- B-95 — Велосипедные шлемы
- B-95C — Детские велосипедные шлемы
- E2001 — Конно-спортивные шлемы для верховой езды
- H2000 — Конно-спортивные шлемы для гонок беговых экипажей
- L-98 — Для мопедов и маломощного транспорта
- M2005 (устаревший) и M2010 (современный) — Мотоциклетные шлемы. 
 Стандарты M2005 и M2010 не совместимы между собой. Шлемы создаются для соответствия одному из них но, как правило, не обоим сразу. Испытания на соответствие стандарту M2005 будут проводиться до 30 июня 2011 года, действие сертификатов завершится 31 марта 2012 года. Шлемы, соответствующие стандарту M2010, доступны покупателям с 1 октября 2009 года.[1]
- N-94 — Шлемы общего назначения для спортивного и промышленного применения.
- RS-98 — Любительские горнолыжные шлемы и шлемы для сноубординга.
- SA2005 — Шлемы для автогонок.
- K2005 — Шлемы для картинга.

Стандарты Snell обновляются примерно каждые пять лет. Обновления стандарта основываются на результатах научных исследований и на технологическом прогрессе, позволяющих улучшить защиту.
Тексты стандартов Snell в формате PDF  (англ.)

## Испытания
Процедура сертификации Snell включает в себя серию испытаний образцов шлемов. Для каждой сферы применения шлемов определены собственные, специфические методы испытаний.

## Безопасность
Стандарты Snell предъявляют более высокие требования к защитным свойствам шлемов, чем обязательные государственные стандарты аналогичного назначения, такие как DOT, ANSI и ASTM.
Snell рекомендует приобретать новый шлем примерно каждые пять лет, исходя из факторов износа и старения шлемов, а также периодичности выпуска усовершенствованных стандартов Snell.

## Мнения
В 2005 году авторитетный специалист по безопасности доктор Харт (автор «Отчета Харта», англ. Hurt Report) назвал требования стандарта Snell M2005 к мотоциклетным шлемам «слегка завышенными».
Snell отреагировала на критику ответной публикацией с разъяснением своей позиции.